# Style architectural

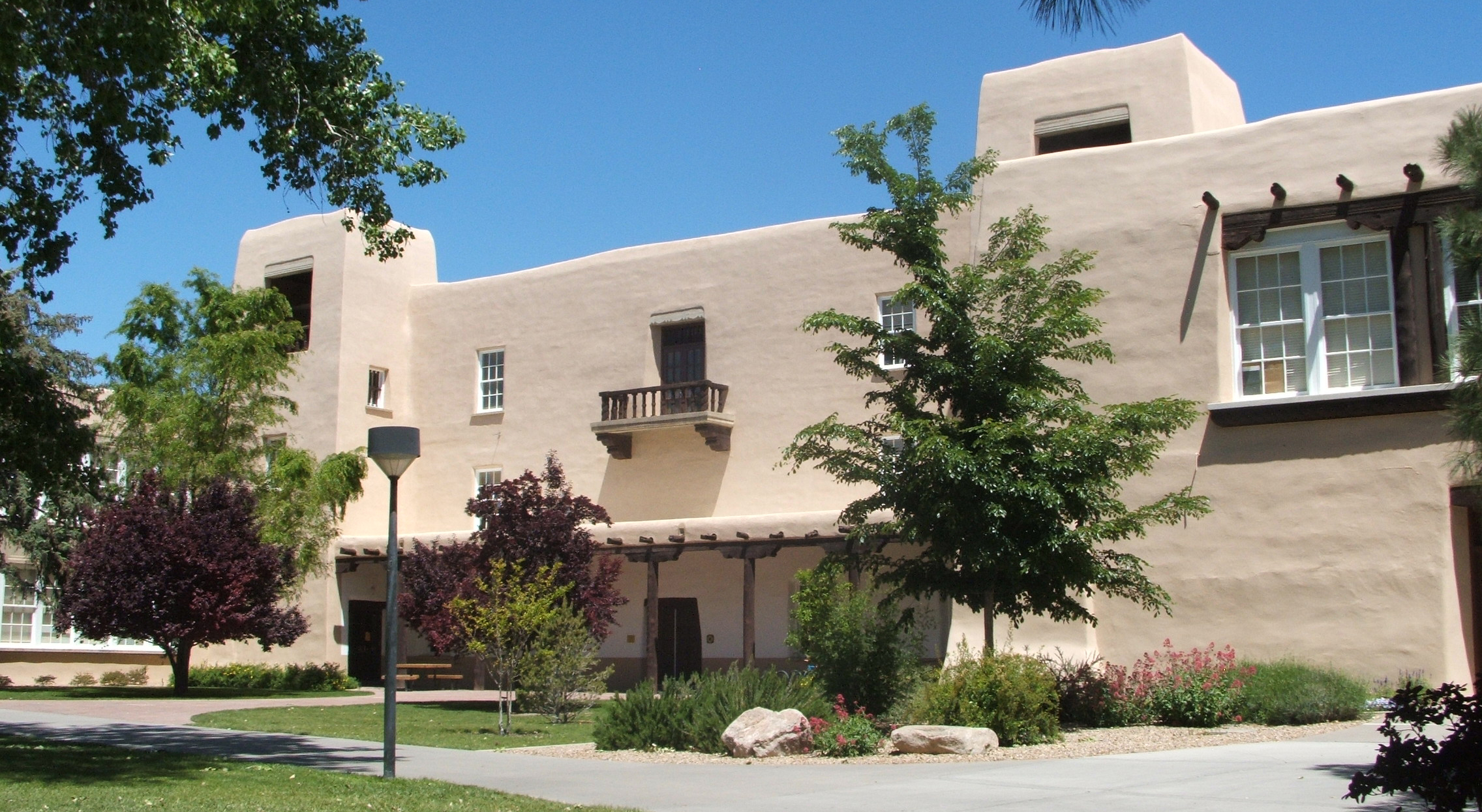
Le Scholes Hall, un bâtiment d'Albuquerque, au Nouveau-Mexique, dans le style architectural dit Pueblo Revival.

Un style architectural est un ensemble de traits caractérisant une architecture. Les matériaux travaillés, les couleurs utilisées, les distributions intérieures privilégiées et de nombreux autres éléments peuvent participer à la définition d'un style, qui est généralement associé à une époque particulière de l'histoire de l'architecture.